# Sara Justo
Sara Justo, född 5 februari 1870, död 6 oktober 1941, var en argentinsk feminist.  
Hon blev 1904 en av grundarna till Asociación de Mujeres Universitarias Argentinas, en pionjärorganisation inom den argentinska kvinnorörelsen som blev känd för sin kampanj för kvinnlig rösträtt.